# Championnat de Pologne de football 1926
Navigation
Édition précédente Édition suivante
La saison 1926 du championnat de Pologne est la cinquième saison de l'histoire de la compétition. Cette édition a été remportée pour la quatrième fois consécutive par le Pogoń Lviv, devant le Warta Poznań.

## Les clubs participants
| Club               | Ville    |
| ------------------ | -------- |
| KS Cracovia        | Cracovie |
| Lauda Wilno        | Wilno    |
| Lublinianka Lublin | Lublin   |
| Pogoń Lviv         | Lviv     |
| Polonia Varsovie   | Varsovie |
| Ruch Chorzów       | Chorzów  |
| TKS Toruń          | Toruń    |
| Turyści Łódź       | Lódź     |
| Warta Poznań       | Poznań   |

## Compétition

### Classements

#### Groupe Nord
| Rang | Équipe           | Pts | J | G | N | P | Bp | Bc | Diff |
| ---- | ---------------- | --- | - | - | - | - | -- | -- | ---- |
| 1    | Polonia Varsovie | 8   | 4 | 4 | 0 | 0 | 20 | 2  | +18  |
| 2    | TKS Toruń        | 4   | 2 | 0 | 2 | 2 | 15 | 8  | +7   |
| 3    | Lauda Wilno      | 0   | 4 | 0 | 0 | 4 | 2  | 27 | -25  |

| Légende | Légende                       |
| ------- | ----------------------------- |
|         | Qualifié pour la phase finale |

#### Groupe Sud
| Rang | Équipe             | Pts | J | G | N | P | Bp | Bc | Diff |
| ---- | ------------------ | --- | - | - | - | - | -- | -- | ---- |
| 1    | Pogoń Lviv         | 8   | 4 | 4 | 0 | 0 | 24 | 2  | +22  |
| 2    | KS Cracovia        | 4   | 4 | 2 | 0 | 2 | 23 | 7  | +16  |
| 3    | Lublinianka Lublin | 0   | 4 | 0 | 0 | 3 | 1  | 39 | -38  |

| Légende | Légende                       |
| ------- | ----------------------------- |
|         | Qualifié pour la phase finale |

#### Groupe Ouest
| Rang | Équipe       | Pts | J | G | N | P | Bp | Bc | Diff |
| ---- | ------------ | --- | - | - | - | - | -- | -- | ---- |
| 1    | Warta Poznań | 8   | 4 | 4 | 0 | 0 | 18 | 4  | +14  |
| 2    | Turyści Łódź | 2   | 4 | 1 | 0 | 3 | 5  | 10 | -5   |
| 3    | Ruch Chorzów | 2   | 4 | 1 | 0 | 3 | 4  | 13 | -9   |

| Légende | Légende                       |
| ------- | ----------------------------- |
|         | Qualifié pour la phase finale |

#### Groupe final
| Rang | Équipe           | Pts | J | G | N | P | Bp | Bc | Diff |
| ---- | ---------------- | --- | - | - | - | - | -- | -- | ---- |
| 1    | Pogoń Lviv       | 6   | 4 | 2 | 2 | 0 | 13 | 5  | +8   |
| 2    | Polonia Varsovie | 3   | 4 | 1 | 1 | 2 | 8  | 9  | -1   |
| 3    | Warta Poznań     | 3   | 4 | 1 | 1 | 2 | 7  | 16 | -9   |

| Légende | Légende             |
| ------- | ------------------- |
|         | Champion de Pologne |

## Meilleurs buteurs
| # | Joueur                   | Équipe           | Buts |
| - | ------------------------ | ---------------- | ---- |
| 1 | Józef Garbień            | Pogoń Lviv       | 11   |
|   | Wacław Kuchar            | Pogoń Lviv       | 11   |
| 3 | Mieczysław Batsch        | Pogoń Lviv       | 7    |
|   | Józef Kubiński (pl)      | KS Cracovia      | 7    |
|   | Władysław Przybysz       | Warta Poznań     | 7    |
|   | Aleksander Tupalski (pl) | Polonia Varsovie | 7    |